# Goodyear Theatre
Goodyear Theatre  è una serie televisiva statunitense in 55 episodi trasmessi per la prima volta nel corso di 3 stagioni dal 1957 al 1960 sulla NBC. Seguì ad un'altra serie antologica sponsorizzata dalla Goodyear Tire & Rubber Company, Goodyear Television Playhouse. 
Goodyear Theatre fu trasmessa a settimane alterne insieme ad un'altra serie antologica, Alcoa Theatre (le due serie sono per questo considerate da alcuni database come un'unica serie dal titolo Alcoa-Goodyear Theatre). Goodyear Theatre ed Alcoa Theatre furono poi ritrasmese in syndication con i titoli Turn Of Fate (stagione 1) e Award Theatre (stagione 2 e 3).

## Trama
È una serie televisiva di tipo antologico in cui ogni episodio rappresenta una storia a sé. Gli episodi sono storie di genere vario, dal drammatico alla commedia.

## Produzione
La serie fu prodotta da Mark Goodson-Bill Todman Productions e Screen Gems Television

## Interpreti
La serie vede la partecipazione di diversi attori, alcuni dei quali interpretarono diversi ruoli in più di un episodio.
- Robert Ryan (stagione 1)
- David Niven (stagione 1)
- Peter Leeds (stagione 1)
- Jack Lemmon (stagione 1)
- Jane Powell (stagione 1)
- Virginia Gregg (stagioni 1-2)
- Lillian Bronson (stagione 1)
- Paul Douglas (stagione 2)
- James McCallion (stagione 2)
- Vivi Janiss (stagioni 2-3)
- Willard Sage (stagioni 2-3)
- Parley Baer (stagione 2)
- Dayton Lummis (stagione 2)
- Russ Conway (stagione 2)
- John Doucette (stagione 2)
- Pat Crowley (stagione 3)
- Dabbs Greer (stagione 3)
- Jacqueline Scott (stagione 3)
- Maida Severn (stagione 3)
- Chet Stratton (stagione 3)
- Lurene Tuttle (stagione 3)
- Tony Randall (stagione 3)

### Registi
Tra i registi della serie sono accreditati:
- Arthur Hiller (3 episodi, 1958-1959)
- Tay Garnett (2 episodi, 1957)
- Robert Ellis Miller (2 episodi, 1958-1959)
- Robert Florey (2 episodi, 1958)
- James Sheldon (2 episodi, 1959)
- Don Taylor

## Distribuzione
La serie fu trasmessa negli Stati Uniti dal 1957 al 1960 sulla rete televisiva NBC.

## Episodi
| Stagione         | Episodi | Prima TV USA |
| ---------------- | ------- | ------------ |
| Prima stagione   | 19      | 1957-1958    |
| Seconda stagione | 17      | 1958-1959    |
| Terza stagione   | 18      | 1959-1960    |